# Петър Караджич
Петър Караджич (на латински: Peter Caragich) е духовник от XVII - XVIII век, прелат на Римокатолическата църква.

## Биография
Роден е в 1652 година в Скопие, Османската империя. Присъединява се към францисканския орден.
В 1694 Конгрегацията за разпространение на вярата номинира за управител на скопската ярхиепископия Петър Караджич. Архиепископ Караджич резидира в Зюм. На 15 септември 1698 година е назначен за пултски епископ. На 25 септември 1702 година е назначен за скопски архиепископ. На 1 септември 1722 година викарий на скопската архиепископия става Иван Пренчич.
Умира в 1728 година.